# Peh-oe-ji
El Pe̍h-ōe-jī (POJ; en chino, 白話字, pronunciado 
pe˩ˀ o̯e̞˩ d͡ʑi˧ⓘ), también conocido como «transcripción eclesiástica», es el sistema de transcripción más común de la lengua hokkien (parte del chino min nan que incluye los dielectos taiwanés y amoyés).
Fue desarrollado por misioneros europeos en el siglo XIX utilizando el alfabeto latino. En su punto álgido (a mediados del siglo XX) llegó a tener cientos de miles de lectores, pero en la década de 1960 el gobierno taiwanés restringió su uso hasta que fue completamente prohibido en 1970. Tras el fin de la dictadura tuvo gran auge, si bien está en competencia con ortografías alternativas (TLPA y Tâi-lô).

## Nombre
El nombre «pe̍h-ōe-jī» (en chino tradicional, 白話字; pinyin, Báihuà zì) significa «escritura vernácula», es decir, caracteres escritos que representan el chino vernáculo hablado de todos los días. Aunque el nombre de escritura vernácula se puede aplicar a muchos tipos de escritura, ya sea romanizada o en sinogramas, el término «pe̍h-ōe-jī» hace referencia en especial al sistema de escritura del chino min nan desarrollado por misioneros presbiterianos.
Los misioneros que crearon y refinaron el sistema emplearon, en lugar de pe̍h-ōe-jī, una variedad de términos, entre los cuales «Amoy vernácula romanizada» o «Amoy coloquial romanizada». Debido a sus orígenes y a su uso en la comunidad cristiana, algunos escritores modernos la han denominado «romanización eclesiástica» (教會羅馬字T, Jiàohuì LuōmǎzìP, Kàu-hōe Lô-má-jīPOJ), a menudo abreviado como Kàu-lôPOJ (教羅T, JiàoluōP).
Existe cierto debate sobre si el pe̍h-ōe-jī o «romanización eclesiástica» es el nombre más adecuado. La objeción al uso de pe̍h-ōe-jī radica en que puede referirse a más de un sistema, y a que se emplea para escribir chino min nan tanto en el registro literario como en el registro coloquial, por lo que describirlo como «escritura vernácula» podría ser inexacto. La objeción a «romanización eclesiástica» se debe a que también se emplea en textos no cristianos y seculares. En la actualidad, el POJ se ha desligado en gran medida de su anterior propósito religioso. Además, para algunos el término «romanización» menosprecia el estatus del Pe̍h-ōe-jī al identificarlo como un sistema fonético suplementario en lugar de como una ortografía propia.

## Historia

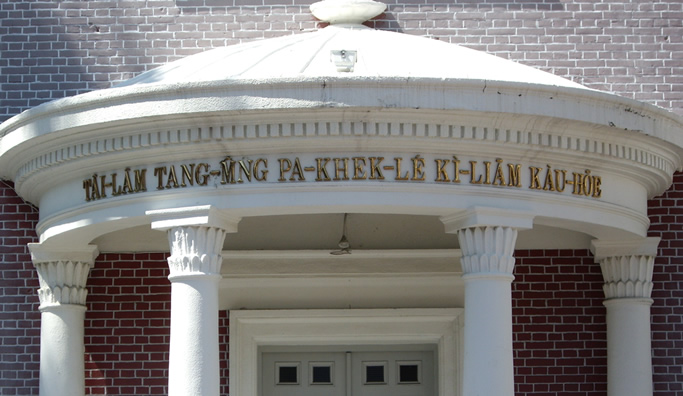
Inscripción en ' en una iglesia de Tainan (Tâi-lâm) en conmemoración del misionero Thomas Barclay.

La historia del pe̍h-ōe-jī recibió fuertes influencias de la actitud oficial hacia las lenguas min nan y las organizaciones cristianas que se propagaban en la época. Los primeros documentos indican que el propósito de la creación del POJ era de naturaleza pedagógica, estrechamente orientado a educar a conversos cristianos.

### Inicios
Los primeros en utilizar un sistema de transcripción latino para el min nan eran los misioneros españoles de Manila en el siglo XVI. Sin embargo, principalmente se utilizó ese sistema como medio de enseñanza para los estudiantes españoles de min nan, y al parecer no tuvo influencia en el pe̍h-ōe-jī. A comienzos del siglo XIX, China estuvo cerrada a los misioneros cristianos por temor a las enseñanzas occidentales; los misioneros optaron en su lugar por hacer proselitismo en las comunidades chinas de la diáspora en el sureste asiático. Los primeros orígenes del sistema POJ se encuentran en un pequeño vocabulario publicado en 1820 por el congregacionista inglés Walter Henry Medhurst , quien posteriormente publicaría el Diccionario del dialecto chino Hok-këèn en 1832.
Este diccionario representaba la primera gran obra en referencia al POJ, aunque la romanización difería significativamente del sistema moderno, por lo que un especialista de la materia la denominó «romanización eclesiástica temprana» (Early Church Romanization). Medhurst, que vivía en Malaca, recibió la influencia de la romanización del chino mandarín de Robert Morrison, pero tuvo que innovar en varias áreas para reflejar las principales diferencias entre el mandarín y el min nan. Hubo varios desarrollos relevantes en la obra de Medhurst, especialmente en la aplicación de marcas de tono consistentes (bajo la influencia de los estudios lingüísticos contemporáneos en sánscrito, que estaba adquiriendo un mayor interés entre los estudiosos occidentales). Medhurst estaba convencido de que la representación exacta y la reproducción de la estructura tonal del min nan era vital para la comprensión.

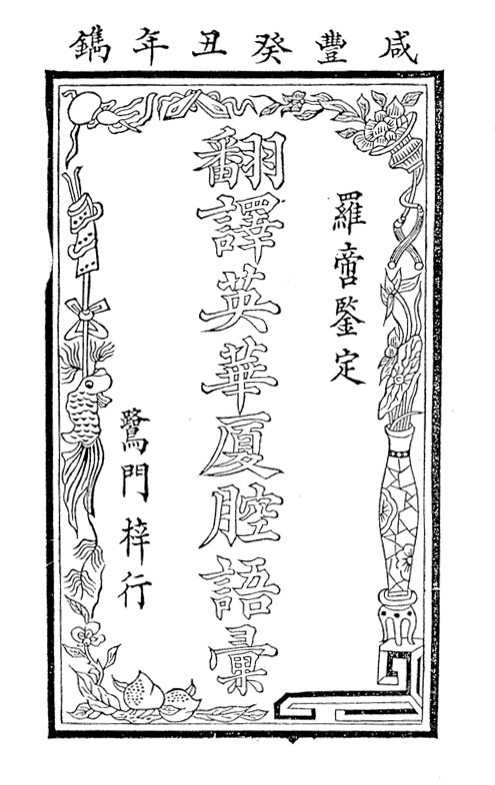
Frontispicio del Manual Anglo-Chino del dialecto de Amoy (1853) de Doty.

El sistema expuesto por Medhurst influyó en diccionarios posteriores con respecto a la notación tonal y las iniciales, pero tanto el complejo sistema vocálico como su énfasis en el registro literario del min nan fueron abandonados por autores posteriores. A raíz de la labor de Medhurst, Samuel Wells Williams se convirtió en el principal defensor de los cambios en la ortografía ideados por Morrison y adaptados por Medhurst. Luego a través de la comunicación personal, cartas y artículos impresos en El repositorio chino se llegó a un consenso para la nueva versión del POJ, aunque en general no se siguieron las sugerencias de Williams.
La primera gran obra para representar esta nueva Ortografía era el Manual anglo-chino con romanización coloquial en el dialecto de Amoy (Anglo-Chinese Manual with Romanized Colloquial in the Amoy Dialect) de Elihu Doty, publicado en 1853. Por tanto, el manual puede ser considerado como la primera presentación de un POJ premoderno, un importante paso adelante desde la ortografía de Medhurst y apenas diferente del sistema actual en algunos detalles. Desde entonces, diversos autores ajustaron algunas de las consonantes y vocales, aunque el sistema de marcas tonales del Manual anglo-chino de Doty permaneció intacto. John Van Nest Talmage ha sido tradicionalmente considerado como el fundador de POJ, aunque ahora parece que él era uno de los primeros promotores del sistema, en lugar de su inventor.
En 1842 se firmó el Tratado de Nankín, que incluía entre sus disposiciones la creación de puertos de tratado en el que los misioneros cristianos tendrían libertad para predicar. Xiamen (entonces conocida como Amoy) fue uno de los puertos de tratado, británicos, canadienses y misioneros norteamericanos se movilizaron para comenzar a predicar a los habitantes locales. Estos misioneros, ubicados en la isla Gulangyu, crearon obras de referencia y tratados religiosos, incluyendo una traducción de la Biblia. Naturalmente, basaron la pronunciación de la romanización en el habla de Xiamen, que se convirtió en el estándar de facto cuando acabaron desplazándose a otras áreas del área lingüística del hokkien, particularmente Taiwán. El Tratado de Tianjin de 1858 abrió oficialmente Taiwán a los misioneros occidentales, y las sociedades misioneras se apresuraron a enviar hombres a trabajar en el campo, habitualmente después de una estancia en Xiamen para adquirir los rudimentos del idioma.

### Desarrollo
Dos de las principales variantes del min nan, la de Quanzhou y Zhangzhou se combinaron en Xiamen para formar el «no Quan, no Zhang» es decir, ni la una ni la otra, sino más bien una fusión, lo que pasó a conocerse como «dialecto de Amoy» o «chino de Amoy». En Taiwán, con su mezcla de inmigrantes provenientes de Quanzhou y de Zhangzhou, la situación lingüística era similar; aunque la mezcla resultante en la ciudad meridional de Tainan difería de la mezcla de Xiamen, era lo suficientemente similar como para que los misioneros pudieran ignorar las diferencias e importar su sistema en masa.
El hecho de que ya existían tratados religiosos, diccionarios y guías didácticas en el dialecto de Amoy significó que los misioneros de Taiwán podían emprender de inmediato sus tareas de proselitismo, sin tener que esperar a poder crear estos materiales.
La comunidad misionera estaba dividida sobre si era conveniente el POJ como un fin en sí mismo, en calidad de ortografía propia para escribir la lengua, o como un medio para la alfabetización en caracteres chinos. William Campbell describió el POJ como un paso en el camino hacia la lectura y la escritura de caracteres chinos, afirmando que promover un sistema de escritura independiente inflamaría las pasiones nacionalistas en China, donde los caracteres se consideran una parte sagrada de la cultura china. Por el otro lado, Thomas Barclay defendía que la alfabetización en POJ debía ser un fin en lugar de un mero hito en el camino.
Un gran beneficio para la promoción de POJ llegó en 1880, cuando James Laidlaw Maxwell, un médico misionero en Tainan, donó una pequeña imprenta a la iglesia local, que Thomas Barclay aprendió a operar en el año 1881 antes de la fundación de la Prensa de la Iglesia Presbiteriana (Presbyterian Church Press en 1884. Posteriormente, el periódico Taiwan Prefectural City Church News, publicado por primera vez en 1885 y editado por la Prensa de la Iglesia Presbiteriana de Taiwán, se convirtió en el primer periódico impreso de Taiwán.
De modo que otros autores hicieron sus propias modificaciones a las convenciones establecidas por Medhurst y Doty, el Peh-oe-ji evolucionó y finalmente se instaló en su forma actual. el diccionario de bolsillo de Ernest Tipson de 1934 fue la primera obra de referencia para reflejar la ortografía moderna.
| Año  | Autor               | Comparación entre ortografías del pe̍h-ōe-jī | Comparación entre ortografías del pe̍h-ōe-jī | Comparación entre ortografías del pe̍h-ōe-jī | Comparación entre ortografías del pe̍h-ōe-jī | Comparación entre ortografías del pe̍h-ōe-jī | Comparación entre ortografías del pe̍h-ōe-jī | Comparación entre ortografías del pe̍h-ōe-jī | Comparación entre ortografías del pe̍h-ōe-jī | Comparación entre ortografías del pe̍h-ōe-jī | Fuente |
| Año  | Autor               | [tɕ]                                        | [ts]                                        | [ŋ]                                         | [ɪɛn]/[ɛn]                                  | [iɛt̚̚]                                       | [ɪk]                                        | [iŋ]                                        | [ɔ]                                         | [◌ʰ]                                        | Fuente |
| ---- | ------------------- | ------------------------------------------- | ------------------------------------------- | ------------------------------------------- | ------------------------------------------- | ------------------------------------------- | ------------------------------------------- | ------------------------------------------- | ------------------------------------------- | ------------------------------------------- | ------ |
| 1832 | Medhurst            | ch                                          | ch                                          | gn                                          | ëen                                         | ëet                                         | ek                                          | eng                                         | oe                                          | ’h                                          | [ 28 ] |
| 1853 | Doty                | ch                                          | ch                                          | ng                                          | ian                                         | iat                                         | iek                                         | ieng                                        | o͘                                           | ’                                           | [ 29 ] |
| 1869 | MacGowan            | ts                                          | ts                                          | ng                                          | ien                                         | iet                                         | ek                                          | eng                                         | o͘                                           | h                                           | [ 30 ] |
| 1873 | Douglas             | ch                                          | ts                                          | ng                                          | ien                                         | iet                                         | ek                                          | eng                                         | ɵ͘                                           | h                                           | [ 31 ] |
| 1894 | Van Nest Talmage    | ch                                          | ch                                          | ng                                          | ian                                         | iat                                         | ek                                          | eng                                         | o͘                                           | h                                           | [ 32 ] |
| 1911 | Warnshuis y de Pree | ch                                          | ch                                          | ng                                          | ian                                         | iat                                         | ek                                          | eng                                         | o͘                                           | h                                           | [ 33 ] |
| 1913 | Campbell            | ch                                          | ts                                          | ng                                          | ian                                         | iat                                         | ek                                          | eng                                         | o͘                                           | h                                           | [ 34 ] |
| 1923 | Barclay             | ch                                          | ts                                          | ng                                          | ian                                         | iet                                         | ek                                          | eng                                         | o͘                                           | h                                           | [ 35 ] |
| 1934 | Tipson              | ch                                          | ch                                          | ng                                          | ian                                         | iat                                         | ek                                          | eng                                         | o͘                                           | h                                           | [ 36 ] |

Kana taiwanés en forma de caracteres ruby

Durante la ocupación japonesa de Taiwán (1895-1945) surgió un sistema de escritura que compitió con el POJ, el kana taiwanés, una variante del silabario japonés katakana diseñado como ayuda para la enseñanza y guía de pronunciación, en lugar de como una ortografía independiente como el POJ. A partir de la década de 1930, con la creciente militarización de Japón y el movimiento Kōminka que pretendía «japonizar» el país, se implantaron varias medidas contra las lenguas nativas, incluido el taiwanés. Si bien estas medidas dieron lugar a una supresión del POJ, fueron «una lógica consecuencia del aumento de la cantidad de la enseñanza del japonés, en lugar de un intento explícito de prohibir una ortografía taiwanesa en favor del kana japonés».
La segunda guerra sino-japonesa comenzó en 1937 y supuso la entrada en vigor de medidas más estrictas, y junto con la prohibición de un taiwanés romanizado, se prohibieron varias publicaciones y en 1939 se cerraron escuelas privadas que enseñan chino clásico con la pronunciación min nan. Las autoridades japonesas percibieron el POJ como un obstáculo para la japonización y sospecharon que el POJ se utilizaba para mensajes revolucionarios secretos. Con la guerra en curso, el gobierno prohibió en 1942 el periódico Taiwan Church News, ya que estaba escrito en POJ.

### Después de la Segunda Guerra Mundial

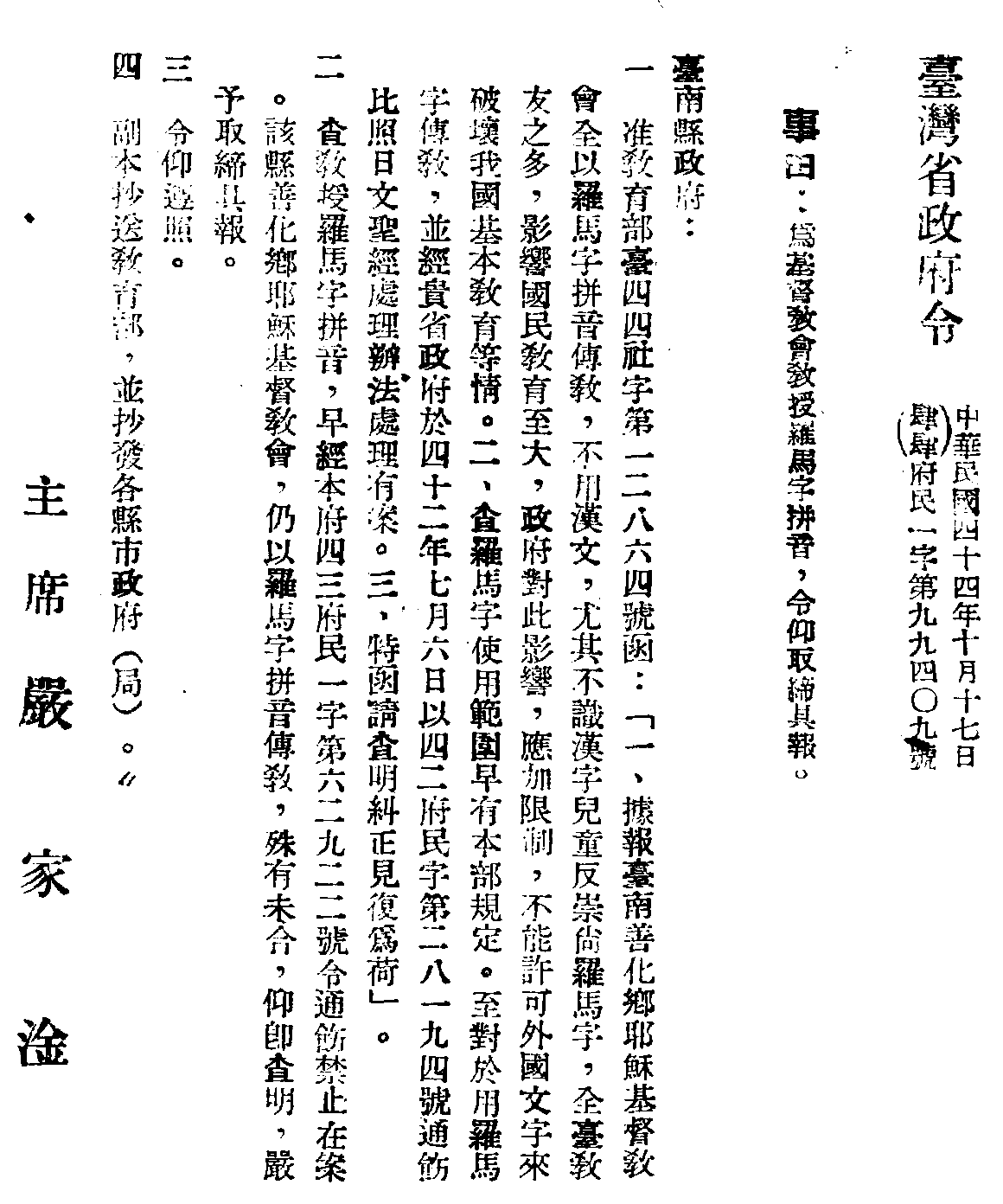
Decreto de 1955 que prohibía el '.

Inicialmente, el gobierno del Kuomintang en Taiwán mostró una disposición liberal hacia los «dialectos locales» (es decir, las variedades del chino distintas del mandarín). El Comité Nacional de Lenguas publicó folletos que describían las versiones de los símbolos fonéticos del mandarín (bopomofo) para escribir el taiwanés, siendo destinados a los funcionarios del gobierno recién llegados de fuera de Taiwán, así como para los locales. La primera acción del gobierno contra la lengua materna llegó en 1953, cuando se prohibió el uso del taiwanés y del japonés. El siguiente paso para suprimir el movimiento se produjo en 1955, cuando se prohibió el uso del POJ para hacer proselitismo. En ese momento hubo 115.000 personas alfabetizadas con el POJ en Taiwán, Fujian, y el sureste asiático.
Dos años más tarde, a los misioneros se les prohibió el uso de biblias romanizadas, y se ilegalizó el uso de «lenguas nativas» (es decir, taiwanés, hakka y las lenguas formosanas no siníticas). La prohibición de las biblias en POJ fue anulada en 1959, pero se «animó» a las iglesias a usar biblias de caracteres chinos. Las actividades gubernamentales contra el POJ se intensificaron a finales de 1960 y principios de 1970, cuando varias publicaciones fueron prohibidas o incautadas en un esfuerzo por prevenir la propagación de la romanización. En 1964 se prohibió el uso del taiwanés en escuelas y lugares oficiales, y la transgresión de esta prohibición en las escuelas se castigó con azotes, multas y humillaciones. El periódico Taiwan Church News (impreso con POJ) fue prohibido en 1969, y sólo se le permitió regresar un año más tarde, cuando los editores aceptaron imprimirlo en caracteres chinos.
En la década de 1970, una traducción en POJ del Nuevo Testamento conocida como la «Biblia de Tapa Roja» fue confiscada y prohibida por el régimen nacionalista. El Ministerio de Educación y el Ministerio del Interior decidieron en 1984 prohibir a los misioneros utilizar «dialectos locales» y romanizaciones en el trabajo.
Con el fin de la ley marcial en 1987, se levantaron las restricciones a las «lenguas locales», lo que resultó en un creciente interés en la escritura taiwanesa durante la década de 1990. Por primera vez desde la década de 1950, se debatía abiertamente sobre la lengua y la literatura taiwanesa en los periódicos y revistas. También hubo apoyo del entonces partido de oposición, el Partido Progresista Democrático. De un total de 26 ortografías en Taiwán en 1987 (incluyendo sistemas desaparecidos), hubo otro 38 inventados entre 1987-1999, incluyendo 30 romanizaciones diferentes, seis adaptaciones del bopomofo y dos sistemas como el hangul. Algunos críticos opinan que el Kuomintang, aun distanciándose de la prohibición total de los movimientos por las lengua nativas tras el final de la ley marcial, adoptó una postura de «divide y vencerás» al fomentar el Alfabeto Fonético de la Lengua Taiwanesa, una alternativa al POJ, que era entonces la opción mayoritaria en el seno del movimiento pronativización.
La educación en lengua nativa ha seguido siendo un tema muy controvertido en el Taiwán del siglo XXI.

## Sistema
El sistema actual del pe̍h-ōe-jī se ha mantenido estable desde 1930, con algunas excepciones menores (que se detallan más abajo). Existe un alto grado de similitud con la ortografía vietnamita.

### Alfabeto
En el POJ se utilizan las siguientes letras y combinaciones:
| Mayúsculas | A | B | Ch | Chh | E | G | H | I | J | K | Kh | L | M | N | N | Ng | O | O͘ | P | Ph | S | T | Th | U |
| Minúsculas | a | b | ch | chh | e | g | h | i | j | k | kh | l | m | n | ⁿ | ng | o | o͘ | p | ph | s | t | th | u |

### Sílabas
El POJ tiene una cantidad limitada de sílabas legítimas, aunque las fuentes no están de acuerdo en algunos casos. La siguiente tabla contiene todas las grafías lícitas de sílabas en el POJ, basadas en varias fuentes:
| \| Ø \| b \| ch \| chh \| g \| h \| j \| k \| kh \| l \| m \| n \| ng \| p \| ph \| s \| t \| th \| \| ---- \| ---- \| ------ \| ------- \| ----- \| ----- \| ----- \| ----- \| ------ \| ----- \| ---- \| ---- \| ------ \| ----- \| ------ \| ----- \| ----- \| ------ \| \| a \| ba \| cha \| chha \| ga \| ha \| \| ka \| kha \| la \| ma \| na \| nga \| pa \| pha \| sa \| ta \| tha \| \| aⁿ \| \| chaⁿ \| chhaⁿ \| \| haⁿ \| \| kaⁿ \| khaⁿ \| \| \| \| \| \| phaⁿ \| saⁿ \| taⁿ \| thaⁿ \| \| ah \| bah \| chah \| chhah \| \| hah \| \| kah \| khah \| lah \| \| nah \| \| pah \| phah \| sah \| tah \| thah \| \| \| \| \| \| \| hahⁿ \| \| \| \| \| \| \| \| \| \| sahⁿ \| \| \| \| ai \| bai \| chai \| chhai \| gai \| hai \| \| kai \| khai \| lai \| mai \| nai \| ngai \| pai \| phai \| sai \| tai \| thai \| \| aiⁿ \| \| chaiⁿ \| \| \| haiⁿ \| \| kaiⁿ \| khaiⁿ \| \| \| \| \| \| phaiⁿ \| \| taiⁿ \| \| \| ak \| bak \| chak \| chhak \| gak \| hak \| \| kak \| khak \| lak \| \| \| \| pak \| phak \| sak \| tak \| thak \| \| am \| \| cham \| chham \| gam \| ham \| \| kam \| kham \| lam \| \| \| \| \| \| sam \| tam \| tham \| \| an \| ban \| chan \| chhan \| gan \| han \| \| kan \| khan \| lan \| \| \| \| pan \| phan \| san \| tan \| than \| \| ang \| bang \| chang \| chhang \| gang \| hang \| \| kang \| khang \| lang \| \| \| \| pang \| phang \| sang \| tang \| thang \| \| ap \| \| chap \| chhap \| \| hap \| \| kap \| khap \| lap \| \| \| \| \| \| sap \| tap \| thap \| \| at \| bat \| chat \| chhat \| \| hat \| \| kat \| khat \| lat \| \| \| \| pat \| \| sat \| tat \| that \| \| au \| bau \| chau \| chhau \| gau \| hau \| \| kau \| khau \| lau \| mau \| nau \| ngau \| pau \| phau \| sau \| tau \| thau \| \| \| \| \| chhauh \| \| \| \| kauh \| \| lauh \| mauh \| nauh \| \| \| phauh \| \| tauh \| \| \| e \| be \| che \| chhe \| ge \| he \| \| ke \| khe \| le \| me \| ne \| nge \| pe \| phe \| se \| te \| the \| \| eⁿ \| \| cheⁿ \| chheⁿ \| \| heⁿ \| \| keⁿ \| kheⁿ \| \| \| \| \| peⁿ \| pheⁿ \| seⁿ \| teⁿ \| theⁿ \| \| eh \| beh \| cheh \| chheh \| \| heh \| \| keh \| kheh \| leh \| meh \| neh \| ngeh \| peh \| \| seh \| teh \| theh \| \| \| \| \| \| \| hehⁿ \| \| \| khehⁿ \| \| \| \| \| \| \| \| \| \| \| ek \| bek \| chek \| chhek \| gek \| hek \| \| kek \| \| lek \| \| \| \| pek \| phek \| sek \| tek \| thek \| \| eng \| beng \| cheng \| chheng \| geng \| heng \| \| keng \| kheng \| leng \| \| \| \| peng \| pheng \| seng \| teng \| theng \| \| i \| bi \| chi \| chhi \| gi \| hi \| ji \| ki \| khi \| li \| mi \| ni \| \| pi \| phi \| si \| ti \| thi \| \| iⁿ \| \| chiⁿ \| chhiⁿ \| \| hiⁿ \| \| kiⁿ \| khiⁿ \| \| \| \| \| \| \| siⁿ \| tiⁿ \| thiⁿ \| \| ia \| \| chia \| chhia \| gia \| hia \| jia \| kia \| khia \| \| mia \| nia \| ngia \| \| \| sia \| tia \| \| \| iaⁿ \| \| chiaⁿ \| chhiaⁿ \| \| hiaⁿ \| \| kiaⁿ \| \| \| \| \| \| piaⁿ \| \| siaⁿ \| tiaⁿ \| thiaⁿ \| \| iah \| \| chiah \| chhiah \| giah \| hiah \| \| kiah \| khiah \| liah \| \| \| \| piah \| phiah \| siah \| tiah \| thiah \| \| \| \| \| \| \| hiahⁿ \| \| \| \| \| \| \| \| \| \| \| \| \| \| \| \| \| chhiak \| \| \| \| \| khiak \| \| \| \| \| piak \| phiak \| siak \| tiak \| \| \| iam \| \| chiam \| chhiam \| giam \| hiam \| jiam \| kiam \| khiam \| liam \| \| \| \| \| \| siam \| tiam \| thiam \| \| ian \| bian \| chian \| chhian \| gian \| hian \| jian \| kian \| khian \| lian \| \| \| \| pian \| phian \| sian \| tian \| thian \| \| iang \| \| chiang \| chhiang \| giang \| hiang \| jiang \| \| khiang \| liang \| \| \| \| piang \| phiang \| siang \| \| \| \| iap \| \| chiap \| chhiap \| giap \| hiap \| jiap \| kiap \| khiap \| liap \| \| \| \| \| \| siap \| tiap \| thiap \| \| iat \| biat \| chiat \| chhiat \| giat \| hiat \| jiat \| kiat \| khiat \| liat \| \| \| \| piat \| phiat \| siat \| tiat \| thiat \| \| iau \| biau \| chiau \| chhiau \| giau \| hiau \| jiau \| kiau \| khiau \| liau \| miau \| niau \| ngiau \| piau \| phiau \| siau \| tiau \| thiau \| \| iauⁿ \| \| \| \| \| \| \| \| \| \| \| \| \| \| \| \| \| \| \| \| \| \| \| \| hiauh \| \| \| khiauh \| \| \| \| ngiauh \| \| \| \| \| \| \| \| bih \| chih \| chhih \| \| \| \| \| khih \| \| mih \| nih \| \| pih \| phih \| sih \| tih \| thih \| \| im \| \| chim \| chhim \| gim \| him \| jim \| kim \| khim \| lim \| \| \| \| \| \| sim \| tim \| thim \| \| in \| bin \| chin \| chhin \| gin \| hin \| jin \| kin \| khin \| lin \| \| \| \| pin \| phin \| sin \| tin \| thin \| \| io \| bio \| chio \| chhio \| gio \| hio \| jio \| kio \| khio \| lio \| \| \| \| pio \| phio \| sio \| tio \| thio \| \| ioh \| \| chioh \| chhioh \| gioh \| hioh \| \| kioh \| khioh \| lioh \| \| \| \| \| \| sioh \| tioh \| \| \| iok \| \| chiok \| chhiok \| giok \| hiok \| jiok \| kiok \| khiok \| liok \| \| \| \| \| \| siok \| tiok \| thiok \| \| iong \| \| chiong \| chhiong \| giong \| hiong \| jiong \| kiong \| khiong \| liong \| \| \| \| \| \| siong \| tiong \| thiong \| \| ip \| \| chip \| chhip \| \| hip \| jip \| kip \| khip \| lip \| \| \| \| \| \| sip \| \| \| \| it \| bit \| chit \| chhit \| \| hit \| jit \| kit \| khit \| \| \| \| \| pit \| phit \| sit \| tit \| \| \| iu \| biu \| chiu \| chhiu \| giu \| hiu \| jiu \| kiu \| khiu \| liu \| \| niu \| \| piu \| \| siu \| tiu \| thiu \| \| iuⁿ \| \| chiuⁿ \| chhiuⁿ \| \| hiuⁿ \| \| kiuⁿ \| khiuⁿ \| \| \| \| \| \| \| siuⁿ \| tiuⁿ \| \| \| iuhⁿ \| \| \| \| \| hiuhⁿ \| \| \| \| \| \| \| \| \| \| \| \| \| \| m \| \| \| \| \| hm \| \| \| \| \| \| \| \| \| \| \| \| \| \| \| \| \| \| \| hmh \| \| \| \| \| \| \| \| \| \| \| \| \| \| ng \| \| chng \| chhng \| \| hng \| \| kng \| khng \| \| mng \| nng \| \| png \| \| sng \| tng \| thng \| \| \| \| \| chhngh \| \| hngh \| \| \| \| \| \| \| \| \| phngh \| sngh \| \| \| \| o \| bo \| cho \| chho \| go \| ho \| \| ko \| kho \| lo \| \| \| \| po \| pho \| so \| to \| tho \| \| oⁿ \| \| \| \| \| hoⁿ \| \| koⁿ \| \| \| \| \| \| \| \| \| \| \| \| o͘ \| bo͘ \| cho͘ \| chho͘ \| go͘ \| ho͘ \| \| ko͘ \| kho͘ \| lo͘ \| mo͘ \| no͘ \| ngo͘ \| po͘ \| pho͘ \| so͘ \| to͘ \| tho͘ \| \| oa \| boa \| choa \| chhoa \| goa \| hoa \| \| koa \| khoa \| loa \| moa \| noa \| \| poa \| phoa \| soa \| toa \| thoa \| \| oaⁿ \| \| \| chhoaⁿ \| \| hoaⁿ \| \| koaⁿ \| khoaⁿ \| \| \| \| \| poaⁿ \| phoaⁿ \| soaⁿ \| toaⁿ \| thoaⁿ \| \| oah \| boah \| choah \| chhoah \| \| hoah \| joah \| koah \| khoah \| loah \| \| \| \| poah \| phoah \| soah \| \| thoah \| \| oai \| \| \| \| \| hoai \| \| koai \| khoai \| \| \| \| \| \| \| soai \| \| \| \| oaiⁿ \| \| choaiⁿ \| \| \| hoaiⁿ \| \| koaiⁿ \| \| \| \| \| \| \| \| soaiⁿ \| \| \| \| oan \| boan \| choan \| chhoan \| goan \| hoan \| \| koan \| khoan \| loan \| \| \| \| poan \| phoan \| soan \| toan \| thoan \| \| oang \| \| \| chhoang \| \| \| \| \| \| \| \| \| \| \| \| \| \| \| \| oat \| boat \| choat \| \| goat \| hoat \| \| koat \| khoat \| loat \| \| \| \| poat \| phoat \| soat \| toat \| thoat \| \| oe \| boe \| choe \| chhoe \| goe \| hoe \| joe \| koe \| khoe \| loe \| \| \| \| poe \| phoe \| soe \| toe \| \| \| oeh \| boeh \| \| \| goeh \| hoeh \| \| koeh \| khoeh \| \| \| \| \| poeh \| phoeh \| soeh \| \| \| \| oh \| \| choh \| chhoh \| \| hoh \| \| koh \| \| loh \| \| \| \| poh \| phoh \| soh \| toh \| thoh \| \| \| \| \| \| \| \| \| \| \| \| mo͘h \| \| \| \| \| \| \| \| \| ohⁿ \| \| \| \| \| hohⁿ \| \| \| \| \| \| \| \| \| \| \| \| \| \| ok \| bok \| chok \| chhok \| gok \| hok \| \| kok \| khok \| lok \| \| \| \| pok \| phok \| sok \| tok \| thok \| \| om \| \| \| \| \| \| \| \| \| \| \| \| \| \| \| som \| tom \| \| \| ong \| bong \| chong \| chhong \| gong \| hong \| \| kong \| khong \| long \| \| \| \| pong \| phong \| song \| tong \| thong \| \| u \| bu \| chu \| chhu \| gu \| hu \| ju \| ku \| khu \| lu \| \| \| \| pu \| phu \| su \| tu \| thu \| \| uh \| \| chuh \| chhuh \| \| \| \| \| khuh \| \| \| \| \| puh \| phuh \| \| tuh \| thuh \| \| ui \| bui \| chui \| chhui \| gui \| hui \| \| kui \| khui \| lui \| mui \| \| \| pui \| phui \| sui \| tui \| thui \| \| un \| bun \| chun \| chhun \| gun \| hun \| jun \| kun \| khun \| lun \| \| \| \| pun \| phun \| sun \| tun \| thun \| \| ut \| but \| chut \| chhut \| \| hut \| \| kut \| khut \| lut \| \| \| \| put \| phut \| sut \| tut \| thut \| |      |        |         |       |       |       |       |        |       |      |      |        |       |        |       |       |        |
| Fuentes: Campbell, Embree, Kì. |      |        |         |       |       |       |       |        |       |      |      |        |       |        |       |       |        |
| Ø | b    | ch     | chh     | g     | h     | j     | k     | kh     | l     | m    | n    | ng     | p     | ph     | s     | t     | th     |
| a | ba   | cha    | chha    | ga    | ha    |       | ka    | kha    | la    | ma   | na   | nga    | pa    | pha    | sa    | ta    | tha    |
| aⁿ |      | chaⁿ   | chhaⁿ   |       | haⁿ   |       | kaⁿ   | khaⁿ   |       |      |      |        |       | phaⁿ   | saⁿ   | taⁿ   | thaⁿ   |
| ah | bah  | chah   | chhah   |       | hah   |       | kah   | khah   | lah   |      | nah  |        | pah   | phah   | sah   | tah   | thah   |
| |      |        |         |       | hahⁿ  |       |       |        |       |      |      |        |       |        | sahⁿ  |       |        |
| ai | bai  | chai   | chhai   | gai   | hai   |       | kai   | khai   | lai   | mai  | nai  | ngai   | pai   | phai   | sai   | tai   | thai   |
| aiⁿ |      | chaiⁿ  |         |       | haiⁿ  |       | kaiⁿ  | khaiⁿ  |       |      |      |        |       | phaiⁿ  |       | taiⁿ  |        |
| ak | bak  | chak   | chhak   | gak   | hak   |       | kak   | khak   | lak   |      |      |        | pak   | phak   | sak   | tak   | thak   |
| am |      | cham   | chham   | gam   | ham   |       | kam   | kham   | lam   |      |      |        |       |        | sam   | tam   | tham   |
| an | ban  | chan   | chhan   | gan   | han   |       | kan   | khan   | lan   |      |      |        | pan   | phan   | san   | tan   | than   |
| ang | bang | chang  | chhang  | gang  | hang  |       | kang  | khang  | lang  |      |      |        | pang  | phang  | sang  | tang  | thang  |
| ap |      | chap   | chhap   |       | hap   |       | kap   | khap   | lap   |      |      |        |       |        | sap   | tap   | thap   |
| at | bat  | chat   | chhat   |       | hat   |       | kat   | khat   | lat   |      |      |        | pat   |        | sat   | tat   | that   |
| au | bau  | chau   | chhau   | gau   | hau   |       | kau   | khau   | lau   | mau  | nau  | ngau   | pau   | phau   | sau   | tau   | thau   |
| |      |        | chhauh  |       |       |       | kauh  |        | lauh  | mauh | nauh |        |       | phauh  |       | tauh  |        |
| e | be   | che    | chhe    | ge    | he    |       | ke    | khe    | le    | me   | ne   | nge    | pe    | phe    | se    | te    | the    |
| eⁿ |      | cheⁿ   | chheⁿ   |       | heⁿ   |       | keⁿ   | kheⁿ   |       |      |      |        | peⁿ   | pheⁿ   | seⁿ   | teⁿ   | theⁿ   |
| eh | beh  | cheh   | chheh   |       | heh   |       | keh   | kheh   | leh   | meh  | neh  | ngeh   | peh   |        | seh   | teh   | theh   |
| |      |        |         |       | hehⁿ  |       |       | khehⁿ  |       |      |      |        |       |        |       |       |        |
| ek | bek  | chek   | chhek   | gek   | hek   |       | kek   |        | lek   |      |      |        | pek   | phek   | sek   | tek   | thek   |
| eng | beng | cheng  | chheng  | geng  | heng  |       | keng  | kheng  | leng  |      |      |        | peng  | pheng  | seng  | teng  | theng  |
| i | bi   | chi    | chhi    | gi    | hi    | ji    | ki    | khi    | li    | mi   | ni   |        | pi    | phi    | si    | ti    | thi    |
| iⁿ |      | chiⁿ   | chhiⁿ   |       | hiⁿ   |       | kiⁿ   | khiⁿ   |       |      |      |        |       |        | siⁿ   | tiⁿ   | thiⁿ   |
| ia |      | chia   | chhia   | gia   | hia   | jia   | kia   | khia   |       | mia  | nia  | ngia   |       |        | sia   | tia   |        |
| iaⁿ |      | chiaⁿ  | chhiaⁿ  |       | hiaⁿ  |       | kiaⁿ  |        |       |      |      |        | piaⁿ  |        | siaⁿ  | tiaⁿ  | thiaⁿ  |
| iah |      | chiah  | chhiah  | giah  | hiah  |       | kiah  | khiah  | liah  |      |      |        | piah  | phiah  | siah  | tiah  | thiah  |
| |      |        |         |       | hiahⁿ |       |       |        |       |      |      |        |       |        |       |       |        |
| |      |        | chhiak  |       |       |       |       | khiak  |       |      |      |        | piak  | phiak  | siak  | tiak  |        |
| iam |      | chiam  | chhiam  | giam  | hiam  | jiam  | kiam  | khiam  | liam  |      |      |        |       |        | siam  | tiam  | thiam  |
| ian | bian | chian  | chhian  | gian  | hian  | jian  | kian  | khian  | lian  |      |      |        | pian  | phian  | sian  | tian  | thian  |
| iang |      | chiang | chhiang | giang | hiang | jiang |       | khiang | liang |      |      |        | piang | phiang | siang |       |        |
| iap |      | chiap  | chhiap  | giap  | hiap  | jiap  | kiap  | khiap  | liap  |      |      |        |       |        | siap  | tiap  | thiap  |
| iat | biat | chiat  | chhiat  | giat  | hiat  | jiat  | kiat  | khiat  | liat  |      |      |        | piat  | phiat  | siat  | tiat  | thiat  |
| iau | biau | chiau  | chhiau  | giau  | hiau  | jiau  | kiau  | khiau  | liau  | miau | niau | ngiau  | piau  | phiau  | siau  | tiau  | thiau  |
| iauⁿ |      |        |         |       |       |       |       |        |       |      |      |        |       |        |       |       |        |
| |      |        |         |       | hiauh |       |       | khiauh |       |      |      | ngiauh |       |        |       |       |        |
| | bih  | chih   | chhih   |       |       |       |       | khih   |       | mih  | nih  |        | pih   | phih   | sih   | tih   | thih   |
| im |      | chim   | chhim   | gim   | him   | jim   | kim   | khim   | lim   |      |      |        |       |        | sim   | tim   | thim   |
| in | bin  | chin   | chhin   | gin   | hin   | jin   | kin   | khin   | lin   |      |      |        | pin   | phin   | sin   | tin   | thin   |
| io | bio  | chio   | chhio   | gio   | hio   | jio   | kio   | khio   | lio   |      |      |        | pio   | phio   | sio   | tio   | thio   |
| ioh |      | chioh  | chhioh  | gioh  | hioh  |       | kioh  | khioh  | lioh  |      |      |        |       |        | sioh  | tioh  |        |
| iok |      | chiok  | chhiok  | giok  | hiok  | jiok  | kiok  | khiok  | liok  |      |      |        |       |        | siok  | tiok  | thiok  |
| iong |      | chiong | chhiong | giong | hiong | jiong | kiong | khiong | liong |      |      |        |       |        | siong | tiong | thiong |
| ip |      | chip   | chhip   |       | hip   | jip   | kip   | khip   | lip   |      |      |        |       |        | sip   |       |        |
| it | bit  | chit   | chhit   |       | hit   | jit   | kit   | khit   |       |      |      |        | pit   | phit   | sit   | tit   |        |
| iu | biu  | chiu   | chhiu   | giu   | hiu   | jiu   | kiu   | khiu   | liu   |      | niu  |        | piu   |        | siu   | tiu   | thiu   |
| iuⁿ |      | chiuⁿ  | chhiuⁿ  |       | hiuⁿ  |       | kiuⁿ  | khiuⁿ  |       |      |      |        |       |        | siuⁿ  | tiuⁿ  |        |
| iuhⁿ |      |        |         |       | hiuhⁿ |       |       |        |       |      |      |        |       |        |       |       |        |
| m |      |        |         |       | hm    |       |       |        |       |      |      |        |       |        |       |       |        |
| |      |        |         |       | hmh   |       |       |        |       |      |      |        |       |        |       |       |        |
| ng |      | chng   | chhng   |       | hng   |       | kng   | khng   |       | mng  | nng  |        | png   |        | sng   | tng   | thng   |
| |      |        | chhngh  |       | hngh  |       |       |        |       |      |      |        |       | phngh  | sngh  |       |        |
| o | bo   | cho    | chho    | go    | ho    |       | ko    | kho    | lo    |      |      |        | po    | pho    | so    | to    | tho    |
| oⁿ |      |        |         |       | hoⁿ   |       | koⁿ   |        |       |      |      |        |       |        |       |       |        |
| o͘ | bo͘   | cho͘    | chho͘    | go͘    | ho͘    |       | ko͘    | kho͘    | lo͘    | mo͘   | no͘   | ngo͘    | po͘    | pho͘    | so͘    | to͘    | tho͘    |
| oa | boa  | choa   | chhoa   | goa   | hoa   |       | koa   | khoa   | loa   | moa  | noa  |        | poa   | phoa   | soa   | toa   | thoa   |
| oaⁿ |      |        | chhoaⁿ  |       | hoaⁿ  |       | koaⁿ  | khoaⁿ  |       |      |      |        | poaⁿ  | phoaⁿ  | soaⁿ  | toaⁿ  | thoaⁿ  |
| oah | boah | choah  | chhoah  |       | hoah  | joah  | koah  | khoah  | loah  |      |      |        | poah  | phoah  | soah  |       | thoah  |
| oai |      |        |         |       | hoai  |       | koai  | khoai  |       |      |      |        |       |        | soai  |       |        |
| oaiⁿ |      | choaiⁿ |         |       | hoaiⁿ |       | koaiⁿ |        |       |      |      |        |       |        | soaiⁿ |       |        |
| oan | boan | choan  | chhoan  | goan  | hoan  |       | koan  | khoan  | loan  |      |      |        | poan  | phoan  | soan  | toan  | thoan  |
| oang |      |        | chhoang |       |       |       |       |        |       |      |      |        |       |        |       |       |        |
| oat | boat | choat  |         | goat  | hoat  |       | koat  | khoat  | loat  |      |      |        | poat  | phoat  | soat  | toat  | thoat  |
| oe | boe  | choe   | chhoe   | goe   | hoe   | joe   | koe   | khoe   | loe   |      |      |        | poe   | phoe   | soe   | toe   |        |
| oeh | boeh |        |         | goeh  | hoeh  |       | koeh  | khoeh  |       |      |      |        | poeh  | phoeh  | soeh  |       |        |
| oh |      | choh   | chhoh   |       | hoh   |       | koh   |        | loh   |      |      |        | poh   | phoh   | soh   | toh   | thoh   |
| |      |        |         |       |       |       |       |        |       | mo͘h  |      |        |       |        |       |       |        |
| ohⁿ |      |        |         |       | hohⁿ  |       |       |        |       |      |      |        |       |        |       |       |        |
| ok | bok  | chok   | chhok   | gok   | hok   |       | kok   | khok   | lok   |      |      |        | pok   | phok   | sok   | tok   | thok   |
| om |      |        |         |       |       |       |       |        |       |      |      |        |       |        | som   | tom   |        |
| ong | bong | chong  | chhong  | gong  | hong  |       | kong  | khong  | long  |      |      |        | pong  | phong  | song  | tong  | thong  |
| u | bu   | chu    | chhu    | gu    | hu    | ju    | ku    | khu    | lu    |      |      |        | pu    | phu    | su    | tu    | thu    |
| uh |      | chuh   | chhuh   |       |       |       |       | khuh   |       |      |      |        | puh   | phuh   |       | tuh   | thuh   |
| ui | bui  | chui   | chhui   | gui   | hui   |       | kui   | khui   | lui   | mui  |      |        | pui   | phui   | sui   | tui   | thui   |
| un | bun  | chun   | chhun   | gun   | hun   | jun   | kun   | khun   | lun   |      |      |        | pun   | phun   | sun   | tun   | thun   |
| ut | but  | chut   | chhut   |       | hut   |       | kut   | khut   | lut   |      |      |        | put   | phut   | sut   | tut   | thut   |

### Tonos

Cinco tonos marcados con signos

En la norma de Amoy o taiwanesa hokkien se diferencian siete tonos, que convencionalmente se enumeran 1-8, con el número 6 omitido (el tono 6 solía ser un tono distinto, pero desde entonces se ha fusionado con el tono 2 largo). Los tonos 1 y 4 están representados sin signo diacrítico y pueden distinguirse entre sí por la sílaba final, que es una vocal, ⟨-n⟩, ⟨-m⟩ o ⟨-ng⟩ en el caso del tono 1, y ⟨-h⟩, ⟨-k⟩, ⟨-p⟩ o ⟨-t⟩ en el caso del tono 4.
Los dialectos min nan experimentan un considerable sandhi tonal, es decir, cambios en el tono dependiendo de la posición de la sílaba en cualquier frase o expresión dada. Sin embargo, al igual que ocurre en el pinyin del chino mandarín, el POJ siempre marca el tono de la citación (es decir, el original, tono de pre-sandhi) en lugar del tono que en realidad se realiza. Esto significa que cuando se lee en voz alta el lector debe ajustar las marcas de tono en la página para dar cuenta del sandhi.
Existe cierto debate en cuanto a la correcta colocación de marcas de tono en el caso de los diptongos y triptongos, particularmente los que incluyen ⟨oa⟩ y ⟨oe⟩. La mayoría de fuentes modernas siguen seis reglas:
1. Si la sílaba solo tiene una vocal, debe ponerse la marca de tono sobre esa vocal; por ejemplo, ⟨tī⟩, ⟨láng⟩, ⟨chhu̍t⟩.
2. Si un diptongo contiene ⟨i⟩ o ⟨u⟩, debe marcarse la otra vocal; por ejemplo, ⟨ia̍h⟩, ⟨kiò⟩, ⟨táu⟩
3. Si un diptongo contiene tanto ⟨i⟩ como ⟨u⟩, debe marcarse la ⟨u⟩; por ejemplo, ⟨iû⟩, ⟨ùi⟩
4. Si el final de sílaba se compone de tres o más letras, debe marcarse la segunda vocal (excepto cuando se apliquen las reglan 2 y 3); por ejemplo, ⟨goán⟩, ⟨oāi⟩, ⟨khiáu⟩
5. Si ⟨o⟩ se combina con ⟨a⟩ o ⟨e⟩, debe marcarse la ⟨o⟩ (excepto cuando se aplique la regla 4); por ejemplo, ⟨òa⟩, ⟨thóe⟩
6. Si la sílaba no tiene vocal, debe marcarse la consonante nasal; por ejemplo, ⟨m̄⟩, ⟨ǹg⟩, ⟨mn̂g⟩

### Guiones

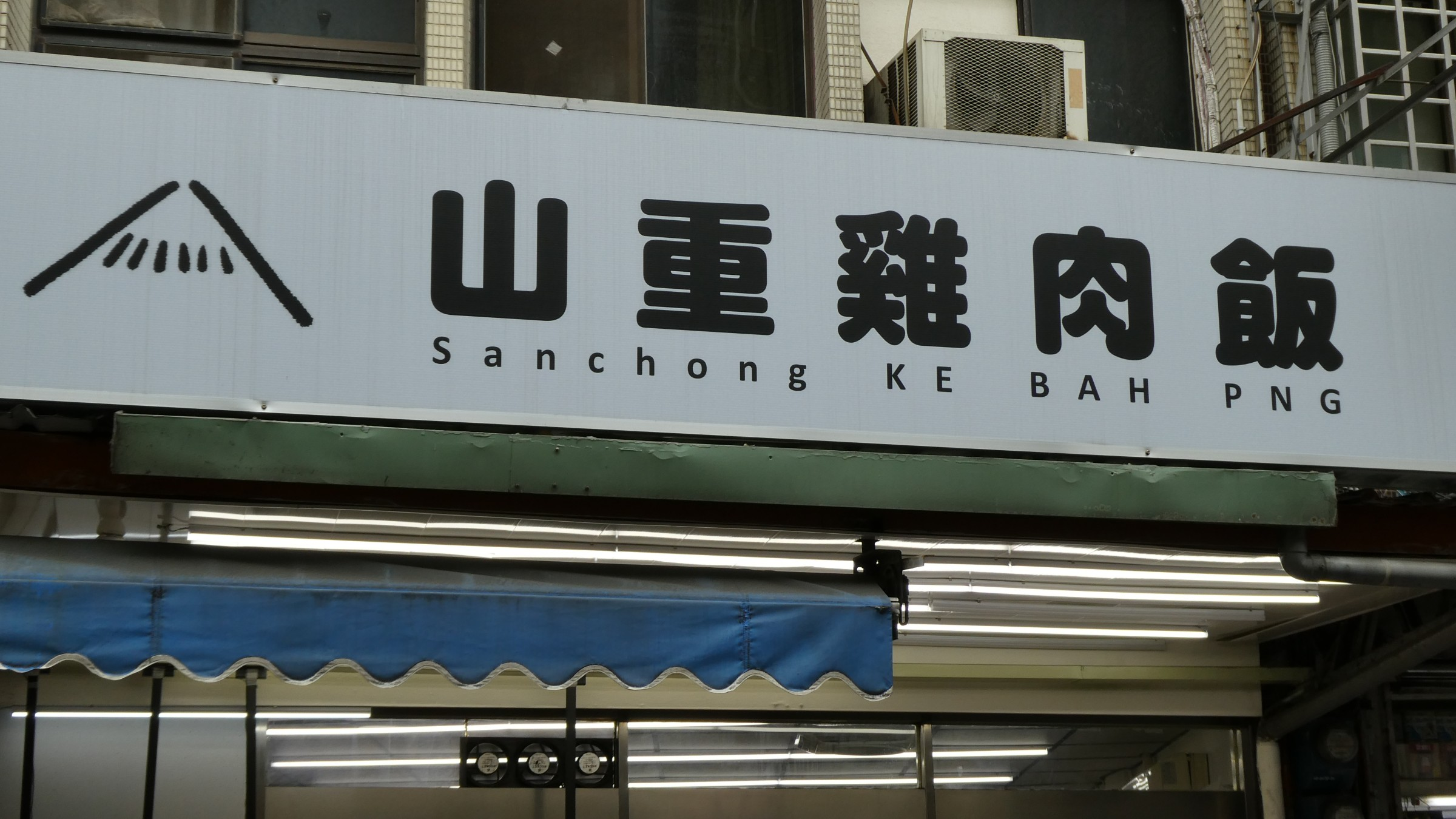
Letrero sobre un restaurante de arroz con pollo en Sanchong (Taiwán), donde se lee «Ke Bah Png» sin guiones ni marcas tonales; la ortografía normativa sería «ke-bah-pn̄g», o «koe-bah-pn̄g» en la pronunciación local.

Se utiliza un guion para indicar una palabra compuesta. Las sílabas no finales de una palabra compuesta experimentan habitualmente sandhi tonal, pero los lingüistas no han identificado con claridad las reglas exactas.
El guion doble ⟨--⟩ se emplea cuando el POJ se utiliza como una ortografía (en lugar de un sistema de transcripción) para indicar que la sílaba siguiente debe pronunciarse con un tono neutro. También indica que la sílaba precedente no experimenta sandhi tonal como lo haría si la sílaba siguiente no tuviera tono neutro. Los morfemas después de un guion doble tienden a ser palabras de función, pero no siempre es así. Algunos autores utilizan un punto medio ⟨·⟩ en lugar del segundo guion.

## En la computación
Inicialmente el POJ no tenía soporte en las aplicaciones de procesamiento de texto, debido a los signos diacríticos especiales necesarios para escribirlos. Hoy en día se ha apoyado y mejorado con recursos suficientes para entrar y visualizar el POJ correctamente. Existen varios métodos de entrada para introducir POJ compatible con Unicode, incluyendo OpenVanilla (Mac OS X y Microsoft Windows), el método de entrada multiplataforma Tai-lo desarrollado por el Ministerio de Educación de Taiwán, y el complemento Transliterator de Mozilla Firefox, permite introducir POJ directamente en el navegador. Cuando el POJ se utilizó por primera vez en aplicaciones de procesamiento de texto no era plenamente compatible con el estándar Unicode, y necesitó de soluciones alternativas. Una solución fue reemplazar caracteres con equivalentes cercanos, por ejemplo con signos diacríticos similares o una combinación de caracteres. sin embargo, incluso después de la incorporación de estos signos, todavía hay relativamente pocas fuentes que son capaces de procesar correctamente la secuencia de comandos y en su lugar aparecen cuadros.
| Marca de combinación | Marca de combinación | ́ (U+0301)  | ̀ (U+0300)         | h  | ̂ (U+0302)         | ̄ (U+0304)         | ̍h (U+030D)         | ˘ (U+0306)        |
| Una marca            |                      |            |                   |    |                   |                   |                    |                   |
| Mayúsculas           | A                    | Á (U+00C1) | À (U+00C0)        | AH | Â (U+00C2)        | Ā (U+0100)        | A̍H (U+0041 U+030D) | Ă (U+0102)        |
| Mayúsculas           | E                    | É (U+00C9) | È (U+00C8)        | EH | Ê (U+00CA)        | Ē (U+0112)        | E̍H (U+0045 U+030D) | Ĕ (U+0114)        |
| Mayúsculas           | I                    | Í (U+00CD) | Ì (U+00CC)        | IH | Î (U+00CE)        | Ī (U+012A)        | I̍H (U+0049 U+030D) | Ĭ (U+012C)        |
| Mayúsculas           | O                    | Ó (U+00D3) | Ò (U+00D2)        | OH | Ô (U+00D4)        | Ō (U+014C)        | O̍H (U+004F U+030D) | Ŏ (U+014E)        |
| Mayúsculas           | U                    | Ú (U+00DA) | Ù (U+00D9)        | UH | Û (U+00DB)        | Ū (U+016A)        | U̍H (U+0055 U+030D) | Ŭ (U+016C)        |
| Mayúsculas           | M                    | Ḿ (U+1E3E) | M̀ (U+004D U+0300) | MH | M̂ (U+004D U+0302) | M̄ (U+004D U+0304) | M̍H (U+004D U+030D) | M̆ (U+004D U+0306) |
| Mayúsculas           | N                    | Ń (U+0143) | Ǹ (U+01F8)        | NH | N̂ (U+004E U+0302) | N̄ (U+004E U+0304) | N̍H (U+004E U+030D) | N̆ (U+004E U+0306) |
| Minúsculas           | a                    | á (U+00E1) | à (U+00E0)        | ah | â (U+00E2)        | ā (U+0101)        | a̍h (U+0061 U+030D) | ă (U+0103)        |
| Minúsculas           | e                    | é (U+00E9) | è (U+00E8)        | eh | ê (U+00EA)        | ē (U+0113)        | e̍h (U+0065 U+030D) | ĕ (U+0115)        |
| Minúsculas           | i                    | í (U+00ED) | ì (U+00EC)        | ih | î (U+00EE)        | ī (U+012B)        | i̍h (U+0069 U+030D) | ĭ (U+012D)        |
| Minúsculas           | o                    | ó (U+00F3) | ò (U+00F2)        | oh | ô (U+00F4)        | ō (U+014D)        | o̍h (U+006F U+030D) | ŏ (U+014F)        |
| Minúsculas           | u                    | ú (U+00FA) | ù (U+00F9)        | uh | û (U+00FB)        | ū (U+016B)        | u̍h (U+0075 U+030D) | ŭ (U+016D)        |
| Minúsculas           | m                    | ḿ (U+1E3F) | m̀ (U+006D U+0300) | mh | m̂ (U+006D U+0302) | m̄ (U+006D U+0304) | m̍h (U+006D U+030D) | m̆ (U+006D U+0306) |
| Minúsculas           | n                    | ń (U+0144) | ǹ (U+01F9)        | nh | n̂ (U+006E U+0302) | n̄ (U+006E U+0304) | n̍h (U+006E U+030D) | n̆ (U+006E U+0306) |
| Dos tonos            |                      |            |                   |    |                   |                   |                    |                   |
| Uppercase            | O͘ (U+004F U+0358)    | Ó͘          | Ò͘                 | O͘H | Ô͘                 | Ō͘                 | O̍͘H                 | Ŏ͘                 |
| Lowercase            | o͘ (U+006F U+0358)    | ó͘          | ò͘                 | o͘h | ô͘                 | ō͘                 | o̍͘h                 | ŏ͘                 |
| Notas 1. 2.          |                      |            |                   |    |                   |                   |                    |                   |

La n sobrescrita es necesaria para indicar la nasalización en POJ:
| Carácter | Punto de código Unicode |
| -------- | ----------------------- |
| ⁿ        | U+207F                  |
| ᴺ        | U+1D3A                  |

Characters not directly encoded in Unicode (especially O͘ series which has 3 different permutations) requires premade glyphs in fonts in order for applications to correctly display the characters.

## Combinación
Una de las formas modernas más populares de la escritura taiwanesa es el uso de ortografía mixta llamada Hàn-lôPOJ (en chino tradicional, 漢羅; en chino simplificado, 汉罗; pinyin, Hàn-Luó; literalmente «chino-romano»). De hecho, el término Hàn-lô no describe un sistema específico, sino que abarca cualquier tipo de escritura del min nan, que cuenta con caracteres y romanización. En general, la romanización es la del POJ, aunque recientemente algunos textos han empezado a aparecer con grafías del sistema de romanización del taiwanés (Tâi-lô). El problema de usar sólo caracteres chinos para escribir es que hay muchos morfemas (estimados en alrededor del 15%), que no se asocia definitivamente con un carácter particular. Varias estrategias se han desarrollado para hacer frente a la cuestión, en particular la creación de nuevos recursos. Hay dos razones para el uso de la escritura ortografía mixta, con dos objetivos diferentes. La primera consiste en permitir que los hablantes nativos (casi todos de los cuales ya pueden escribir en caracteres) escriban en caracteres y el 15% restante con letras, el segundo es reemplazar el carácter en forma gradual, para ser reemplazado finalmente por el texto completamente romanizado.

## Actualidad

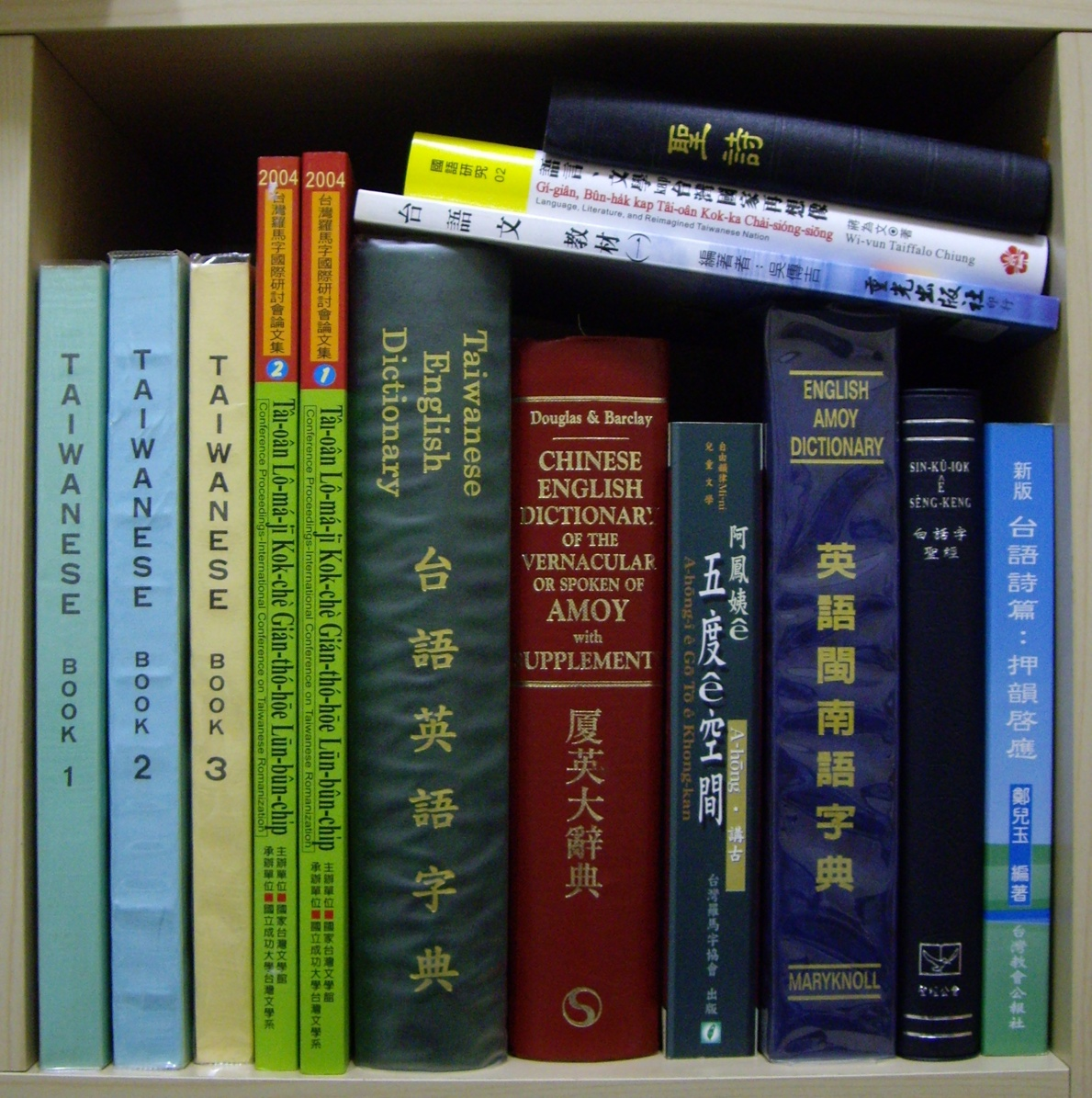
Algunos libros que utilizan ', incluyendo libros de texto, diccionarios, una biblia, poesía y publicaciones académicas.

La mayor parte de los hablantes de min nan en Taiwán no está familiarizada con el POJ o cualquier otro sistema de escritura, y opina que «el taiwanés no tiene escritura» o, si tiene conocimiento del POJ, considera que la romanización es la forma «vulgar» de escritura en contraste con los caracteres chinos. Para quienes han tenido contacto con el POJ así como con el Hàn-lô y los sistemas basados completamente en caracteres chinos, hay una clara preferencia por estos últimos, con el sistema romanizado puro en la parte inferior de la lista de preferencia, probablemente debido a la familiaridad preexistente con los caracteres chinos.
POJ es la ortografía del taiwánes «con el inventario más rico de la obra escrita, incluyendo diccionarios, libros de texto, literatura [...] y otras publicaciones en muchas áreas». Una estimación de 1999 pone el número de usuarios alfabetizados con el POJ alrededor de 100.000 personas y se han formado organizaciones laicas para promover el uso de romanizaciones entre los hablantes de Taiwán.
Fuera de Taiwán, se utiliza muy poco el POJ. Por ejemplo, en Fujian, la Universidad de Xiamen utiliza una romanización conocida como bbánlám pìngyīm, basada en el pinyin. En otras áreas donde se habla hokkien, como Singapur, se está fomentando el mandarín en detrimento de hokkien y otras variedades.
En 2006, el Ministerio de Educación de Taiwán eligió una romanización oficial para uso en la enseñanza de la lengua en el sistema escolar estatal. El POJ fue uno de los sistemas candidatos, junto con el pìngyīm y el tai-lô, que ganó al final. El tai-lô conserva la mayor parte de las normas ortográficas del POJ. Los partidarios de la escritura taiwanesa generalmente, desconfían del papel del gobierno, dado que a lo largo de la historia había prohibido el uso de las lenguas nativas, por lo que dudan si el tai-lô o POJ se convertirá en el sistema dominante en el futuro.